# Humberto Volando
Humberto Antonio Volando (James Craik, 22 de mayo de 1927 - Buenos Aires, 3 de mayo de 2012) argentino oriundo de James Craik, provincia de Córdoba (Argentina), dirigente de la Federación Agraria Argentina. Renunció para ser candidato a diputado nacional, cargo para el que fue elegido en 1997. Convertido por su tenaz lucha en “el arquetipo de los chacareros a los que no pueden arrear los terratenientes” –como lo definiera el periodista Jorge E. Sánchez en el periódico "Acción"–, Volando fue, durante un cuarto de siglo (1971-1996) presidente y símbolo de la Federación Agraria a la que contribuyó a darle un perfil definido de identidad político-gremial. Tuvo además una relevante participación en el proceso de recuperación de la democracia en los años 80.

## Infancia y juventud
Nació  el 22 de mayo de 1927 en James Craik, pequeño pueblo de Córdoba. Fue el menor de tres hermanos en la pareja formada por Luis Segundo Volando, oriundo del Piamonte, y María Enrico, hija de otro peón piamontés. En el campo familiar de Pampayasta Norte, a 16 kilómetros de James Craik, donde se radicaron sus padres en 1905, la empresa familiar –hoy en manos de su hijo José Luis– sigue llevando adelante una explotación de tambo y cría. 
Criado a campo abierto, a los ocho años ya era boyero, pero su paso por la escuela le prendió fuerte y de allí le vino el interés por la historia, la política, la religión y los temas sociales. Esas inquietudes lo llevaron a participar algún tiempo en el Partido Demócrata de Córdoba, del que se alejó cuando comenzó a actuar en el cooperativismo. 
En 1950, a los 23 años, sobrevino su primera experiencia asociativa, en la Cooperativa de James Craik, de acopio, industrialización y consumo.

## En la Federación Agraria
En octubre de 1954 se asoció a la Federación Agraria Argentina, y dos años después era su delegado. Lo eligieron director por la zona en 1962 y más tarde pasó por las vicepresidencias segunda y primera, hasta que en 1971 fue ungido presidente de la FAA. Allí fue reelecto cada año hasta que se retiró, veinticinco años después, en una emotiva ceremonia, en septiembre de 1996.  
Desde la presidencia de la FAA, Volando tejió relaciones con la Confederación General Económica (CGE) de José Ber Gelbard. Luego, producido el golpe de Estado, comandó la resistencia chacarera a los metódicos planes de la dictadura para destruir el aparato productivo, llevando a su organización a la primera línea de la resistencia. En 1980 empezó a generar movilizaciones, cuando el riesgo era severo, ya que se las declaraba ilegales y se las disolvía con policía y gases. En agosto de ese año se realizó una gran concentración en Villa María, con diez mil participantes.
Años después, ya en democracia, se diferenciaba de los “camionetazos” desestabilizantes de los sectores reaccionarios del campo, y explicaba en una entrevista en la revista "Perfil": 

““La política agropecuaria liberal reclamada por los grandes productores obliga al pueblo a mayores sacrificios, por lo que solo puede ser realizada en el marco de la dictadura y volviendo a la represión”.

Con su tenacidad y moderación, Volando siguió su marcha al frente de esa institución a la que le gustaba calificar como “programática y reformista”. Partidario de una Reforma agraria aún pendiente en la Argentina, siempre la pensó con la Constitución en la mano, 

“porque si no, con el tiempo el cambio se diluye y se restablecen las viejas estructuras del privilegio”.

Incansable constructor de la estructura federativa, en 1985 se enorgullecía de que la FAA contara con 365 filiales, 145 centros de juventud agraria, 37 entidades adheridas, 15 consejos delegados, 14 delegaciones regionales, 329 cooperativas, etc, que hablaban de la potencia representativa de la entidad que dirigió durante esos años. En ese mismo marco de militancia, dirigió durante años “La Tierra”, el órgano de la FAA y decano de la prensa agraria argentina. 
En la década neoliberal, ante la ola extranjerizadora y privatizadora, Volando lideró una multitudinaria marcha a Plaza de Mayo contra el entonces presidente Carlos Menem en 1990, recordada como "El grito del interior". Entonces advirtió: 

“Más de 150 000 explotaciones pequeñas y medianas desaparecerán si no cambian rápidamente las condiciones actuales”.

Diputado nacional por Córdoba elegido en 1996 por el Frepaso –dejó la conducción de la FAA para disputar una banca en el Congreso, desde una fuerza de izquierda democrática–, asumió en el Parlamento la representación del chacarero con una intensa actividad legislativa, reconocida desde todos los sectores. En la Cámara de Diputados anudó lazos con otro dirigente de la izquierda democrática, Guillermo Estévez Boero, lazos que lo unían desde que lanzaron juntos la Convocatoria para la Transformación Nacional (CTN).
Fue candidato a gobernador de Córdoba en dos ocasiones en las Elecciones provinciales de 1995 y en las Elecciones provinciales de Córdoba de 1998 acompañado primero por Miguel J. Rodríguez Villafañe y en la segunda oportunidad por el diputado nacional, Horacio Viqueira.

## Reconocimientos
Una histórica frase de su autoría volvió a resonar en la Argentina durante el conflicto del Gobierno con el campo en 2008: 

El país se recuperará con el campo, nunca sin el campo y menos aún contra el campo.

Siguió activo, pese a algunos problemas de salud. En junio de 2009 fue reconocido por la Cámara de Diputados de la Nación como “Mayor Notable”, en un solemne acto de homenaje, por iniciativa del diputado socialista Lisandro Viale. Entre los fundamentos del reconocimiento se hizo mención a que sigue 

"es un símbolo vivo de muchos valores trascendentes: la defensa de los pequeños y medianos productores; la idea del cambio en democracia; la defensa de la independencia nacional y de la justicia social. Es un mayor notable de nuestra Argentina que merece ser destacado como tal y además, tomado como ejemplo para todas las generaciones siguientes".

En el mismo año, se presentó formalmente en Córdoba la "Fundación Humberto Volando"; según la declaración de principios aprobada, se trata de 

“un espacio participativo, de discusión e intercambio, generador de propuestas y proyectos relacionados con el sector agropecuario, agroalimentario y agroindustrial, dentro de un marco democrático y con una visión de alto impacto social.”

El impulsor de la Fundación es su hijo José Luis.